# Reserva ecológica Tingana
Tingana es una área protegida ubicada en la región San Martín, en las provincias de Rioja y Moyobamba. Se extiende con 1 737.37 hectáreas de las cuencas del río Avisado y río Romero.
Los bosques se encuentran sumergidos en aguas del Avisado. El lugar es hábitat del árbol renaco (Ficus sp.) y palmera aguajales (Mauritia flexuosa).
Alberga animales como los monos pichicos, cotos aulladores, frailecillos, titíes entre otros, así como nutrias de río, añujes, coatíes, hormigueros y ronsocos.